# Міджікенда

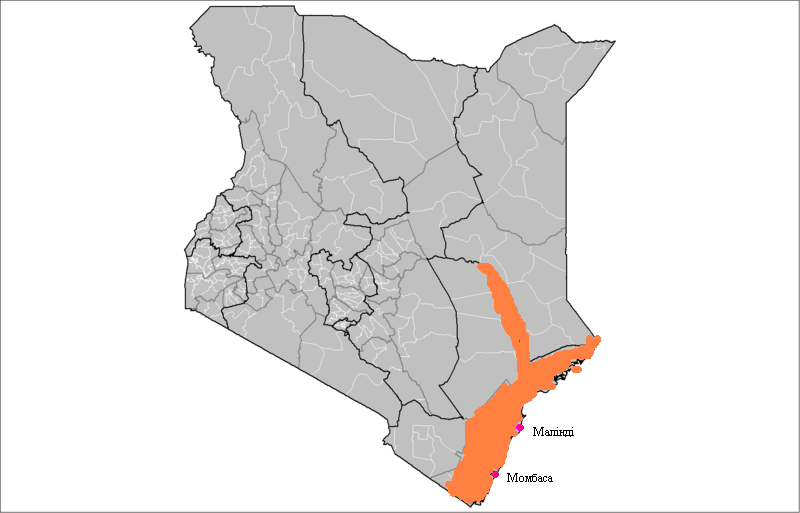
Територія проживання народів міджікенда на мапі Кенії

Міджіке́нда (ваміджікенда, суах. Wamijikenda «дев'ять поселень») — група народів банту на сході Кенії.

## Народи міджікенда
До народів (союзу народів) міджікенда належать:
- діго
- дурума
- рабаї
- рібе
- камба (не варто плутати з ін. чисельним банту народом камба на півдні Кенії)
- чоньї
- джихана
- гір'яма
- кауме

## Територія проживання і чисельність
Народи міджікенда населяють неширокою смугою усе кенійське узбережжя Індійського океану від кордону з Сомалі на півночі до прикордоння з Танзанією на півдні, включно з його найбільшими портовими містами Момбаса і Малінді, де їх основними сусідами є суахілі; крім того вони «висунуті» в материкову Кенію вздовж течії (на обидва береги) річки Тана, де сусідствують з покомо. Найпівденніші міджікенда діго невеликою групою живуть також у Танзанії.
Чисельність представників народів міджікенда на сер. 1990-х рр. складає оціночно 1 ~ 1,3 млн чол.

## Мова, релігія та історія

Свято приходу дощів у дурума

Народи міджікенда розмовляють окремими мовами (іноді розглядаються як діалекти однієї мови), що належить до східних мов банту. Мова міджікенда зазнала значного впливу з боку мови суахілі, а серед самих міджікенда дуже поширеним є білінгвізм (суахілі як друга, рідше — також інші банту мови і/або англійська).
За релігією міджікенда переважно мусульмани-суніти; є також протестанти та католики; поширені традиційні культи.
Історично 9 народів міджікенда пов'язують з середньовічною міграцією населення з території Шунгвайя на сучасні землі під тиском оромо. Міджікенда здавна перебувають під впливом суахілі.

## Господарство, суспільство і культура

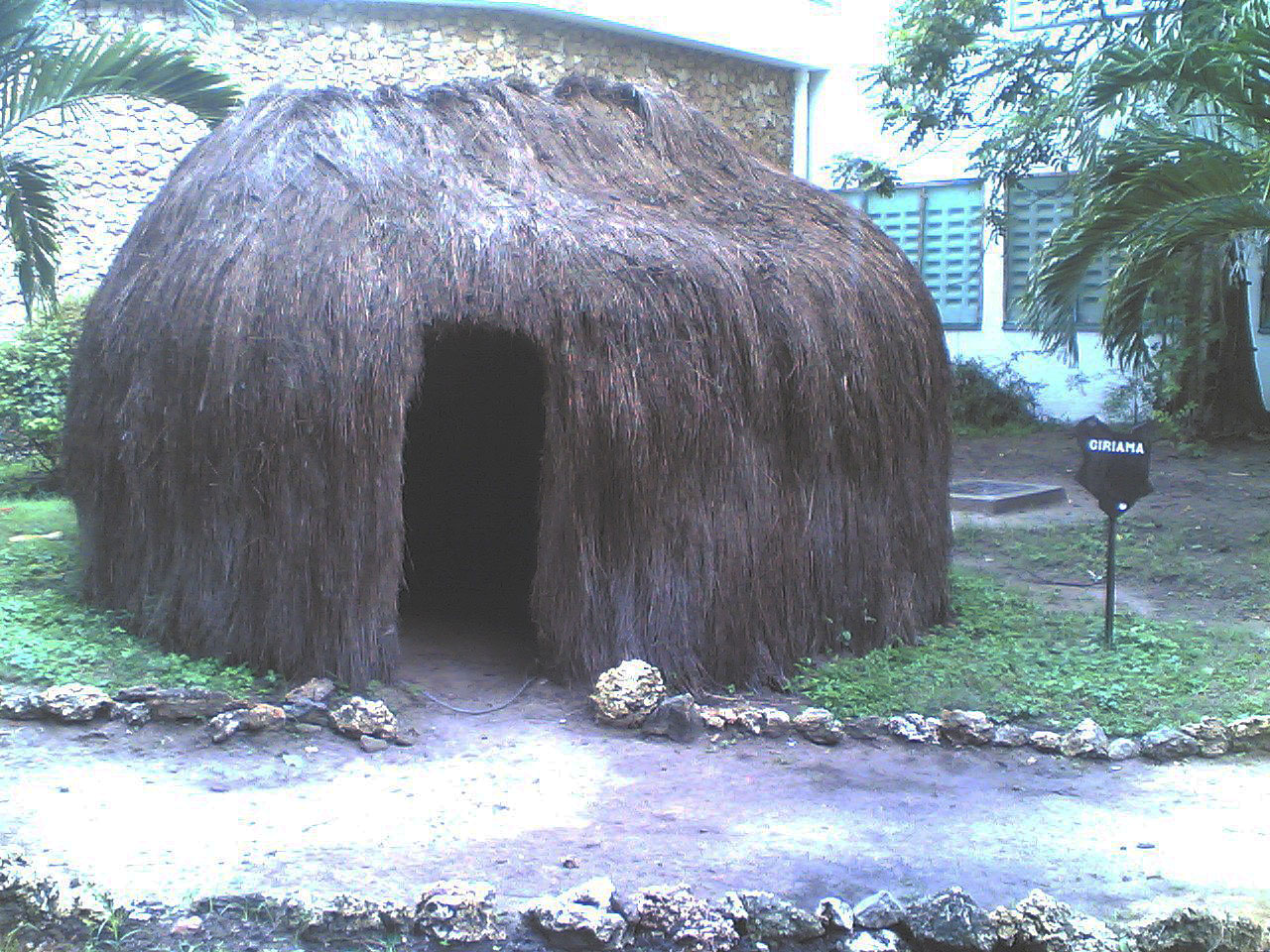
Традиційне житло народу гір'яма

Традиційні заняття міджікенда — ручне підсічно-вогневе землеробство (сорго, маніок, просо, кукурудза, бобові та ін.); городництво, скотарство — у дурума переважно велика рогата худоба, у гір'яма — кози та вівці; розведення курей, у діго та гір'яма — морське рибальство.
Поширені ремесла — виплавляння і обробка заліза, гончарство, обробка дерева тощо.
Традиційна соціальна організація — родові общини. Існували вікові класи, діяв чоловічий дім.
Традиційні житла — з жердин, переважно круглої форми, також популярними є хатини суахілійського (арабського) типу.
Вірування представлені культом предків та вірою в духів.
Усі дев'ять племен (народів) міджікенда мали священний гай Кайя (Kaya), де старійшини племен проводили спеціальні церемонії, звертались до богів і предків, відбувались ініціації хлопчиків тощо. Зараз цей ліс внесений до Переліку Світової спадщини ЮНЕСКО.